# Zsoltároskerti Füzetek
A Zsoltároskerti Füzetek Kolozsvárt 1936–1938 között Biró Mózes kolozsvár-hídelvei lelkész szerkesztésében kiadott református hitbuzgalmi sorozat. A számozás szerint 52 (az összevont és átugrott számokat leszámítva összesen 11) füzet kettő kivételével Emil Brunnernek, a svájci újreformátori teológia kiemelkedő személyiségének írásaiból nyújt válogatásokat. Az 1. füzet a sorozatszerkesztő lelkipásztori naplójának l. részét közli, az utolsó az ő temetési prédikációját Csulak Károlyné Hambrich Teréz felett.
A szerkesztő – amint azt Nagy István önéletrajzi regényében (Szemben az árral. Bukarest, 1974) is leírja – Kolozsvár külvárosában, egy magántelken az 1930-as években a baloldali munkásszervezetek által rossz szemmel nézett, nagy vonzóerejű vasárnapi iskolát működtetett Zsoltároskert néven, innen származik a sorozat neve.